# The Stray Birds
The Stray Birds är en amerikansk akustisk folkmusikgrupp från Lancaster County, Pennsylvania.
Ursprungsmedlemmar är Oliver Craven (född 1985), Maya de Vitry (född 1990) och Charles Muench, vilka startade bandet 2010. Samma år i december utkom deras första album, en sjuspårs EP, med titeln Borderland. År 2012 utgav gruppen sitt första fullängdsalbum, The Stray Birds. 2013 utkom en femspårs EP, Echo Sessions, som innehåller covers med låtar av Townes Van Zandt, The Louvin Brothers, Jimmie Rodgers, Nanci Griffith och Susanna Clark. Därpå har två fullängdsalbum utgivits – Best Medicine (2014) och Magic Fire (2016). I samband med inspelningen av den sistnämnda skivan tillkom trummisen Shane Leonard i gruppen.
Bandets musik skrivs huvudsakligen av de Vitry och Craven, vilka också står för de flesta sånginsatserna.